# Neukamperfehn
Neukamperfehn település Németországban, azon belül Alsó-Szászország tartományban. Lakosainak száma 1860 fő (2023. december 31.).

## Népesség
A település népességének változása:
| Lakosok száma | 1693 | 1710 | 1736 | 1804 | 1844 | 1860 |
|               | 2016 | 2017 | 2019 | 2021 | 2022 | 2023 |